# 芦河

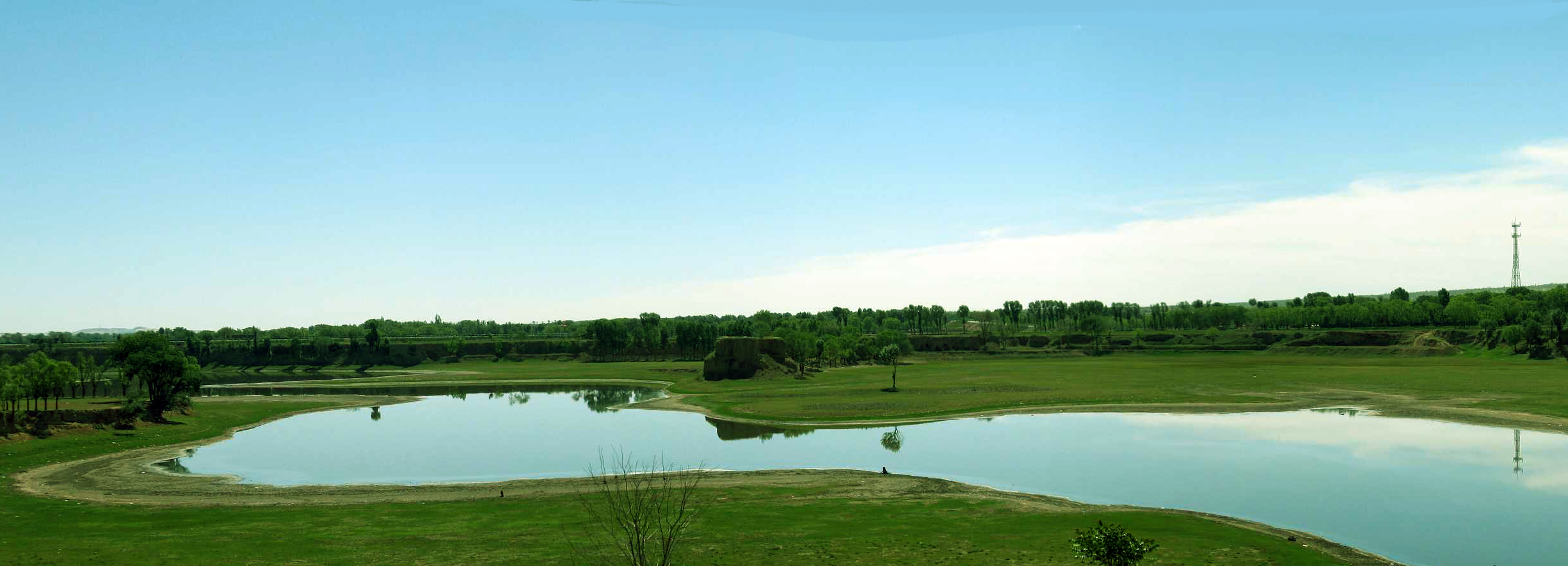
靖边县杨家湾水库河段。

芦河，位于中国陕西省北部的一条河流，为无定河右岸支流，干流由西芦河与东芦河汇流而成，主源西芦河发源于靖边县西南王渠则镇张兴庄村以南的白于山区，一说为黑龙沟村，蜿蜒向北流于镇靖镇 王家庙水库与东芦河汇合，继续北流过靖边县城区后转东流，经杨桥畔镇，于大桥畔村以东2千米处右纳惠桥河后再转东北流，经榆林市横山区塔湾镇、赵石畔镇、横山区市区等地，于城关街道吴家沟村以北的边墙壕汇入无定河。全长166千米，流域面积2468平方千米，河道平均比降2.86‰。年均径流量1.05亿立方米，年均输沙量2021万吨。流域内大部分地区水土流失较为严重，土地破碎，梁峁光秃。